# Tetanocera
Genre
Tetanocera est un genre d'insectes diptères de la famille des Sciomyzidae.

## Classification
le genre Tetanocera est décrit par André Marie Constant Duméril en 1800,.

## Liste d'espèces
- T. amurensis Hendel, 1909
- T. andromastos Steyskal, 1963
- T. annae Steyskal, 1938
- T. apicalis (Bigot, 1858)
- T. arnaudi Orth and Fisher, 1982
- T. arrogans Meigen, 1830
- T. bergi Steyskal, 1954
- T. brevisetosa Frey, 1924
- T. chosenica Steyskal, 1951
- T. clara Loew, 1862
- T. claripennis (Robineau-Desvoidy, 1830)
- T. cornuta Walker, 1853
- T. discendens Becker, 1907
- T. elata (Fabricius, 1781)
- T. ferriginea Fallén, 1820
- T. ferruginea Fallén, 1820
- T. freyi Stackelberg, 1963
- T. fuscinervis (Zetterstedt, 1838)
- T. gracilior Stackelberg, 1963
- T. hyalipennis Roser, 1840
- T. ignota Becker, 1907
- T. iowensis Steyskal, 1938
- T. kerteszi Hendel, 1901
- T. lacera Wiedemann, 1830
- T. lapponica Frey, 1924
- T. latifibula Frey, 1924
- T. loewi Steyskal, 1959
- T. marginella (Robineau-Desvoidy, 1830)
- T. maritima (Robineau-Desvoidy, 1830)
- T. melanostigma Steyskal, 1959
- T. mesopora Steyskal, 1959
- T. montana Day, 1881
- T. nigricosta Rondani, 1868
- T. nigrostriata Li, Yang & Gu, 2001
- T. obtusifibula Melander, 1920
- T. ornatifrons Frey, 1924
- T. oxia Steyskal, 1959
- T. phyllophora Melander, 1920
- T. plebeja Loew, 1862
- T. plumosa Loew, 1847
- T. punctifrons Rondani, 1868
- T. robusta Loew, 1847
- T. rotundicornis Loew, 1861
- T. silvatica Meigen, 1830
- T. soror Melander, 1920
- T. spirifera Melander, 1920
- T. spreta Wulp, 1897
- T. stricklandi Steyskal, 1959
- T. valida Loew, 1862
- T. vicina Macquart, 1843

## Espèces fossiles
Selon Paleobiology Database en 2023, le nombre d'espèces fossiles est de quatre :
- †Tetanocera alireticulata Théobald, 1937
- †Tetanocera contenta Förster 1891
- †Tetanocera preciosa Förster 1891
- †Tetanocera variciliata Théobald, 1937[2].

## Biologie
« Larves aquatiques, phytophages ou saprophages ; adultes vivant dans les prairies, bois et forêts humides. ».

## Galerie

Quelques espèces vivantes du genre Tetanocera.
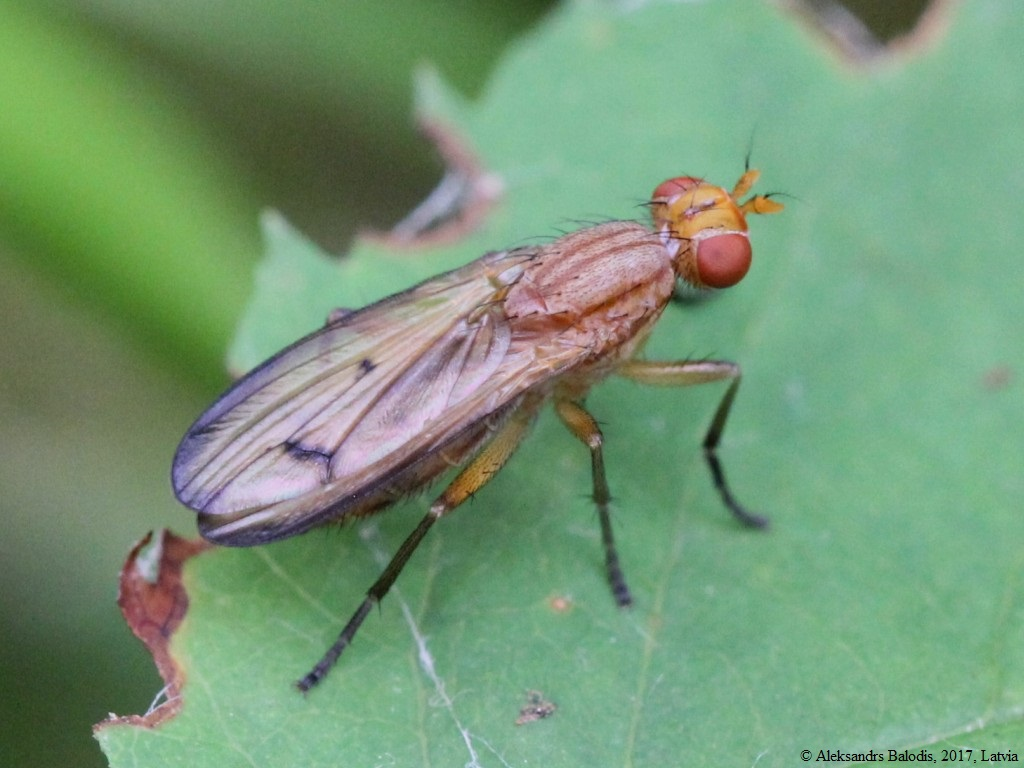
Tetanocera phyllophora.
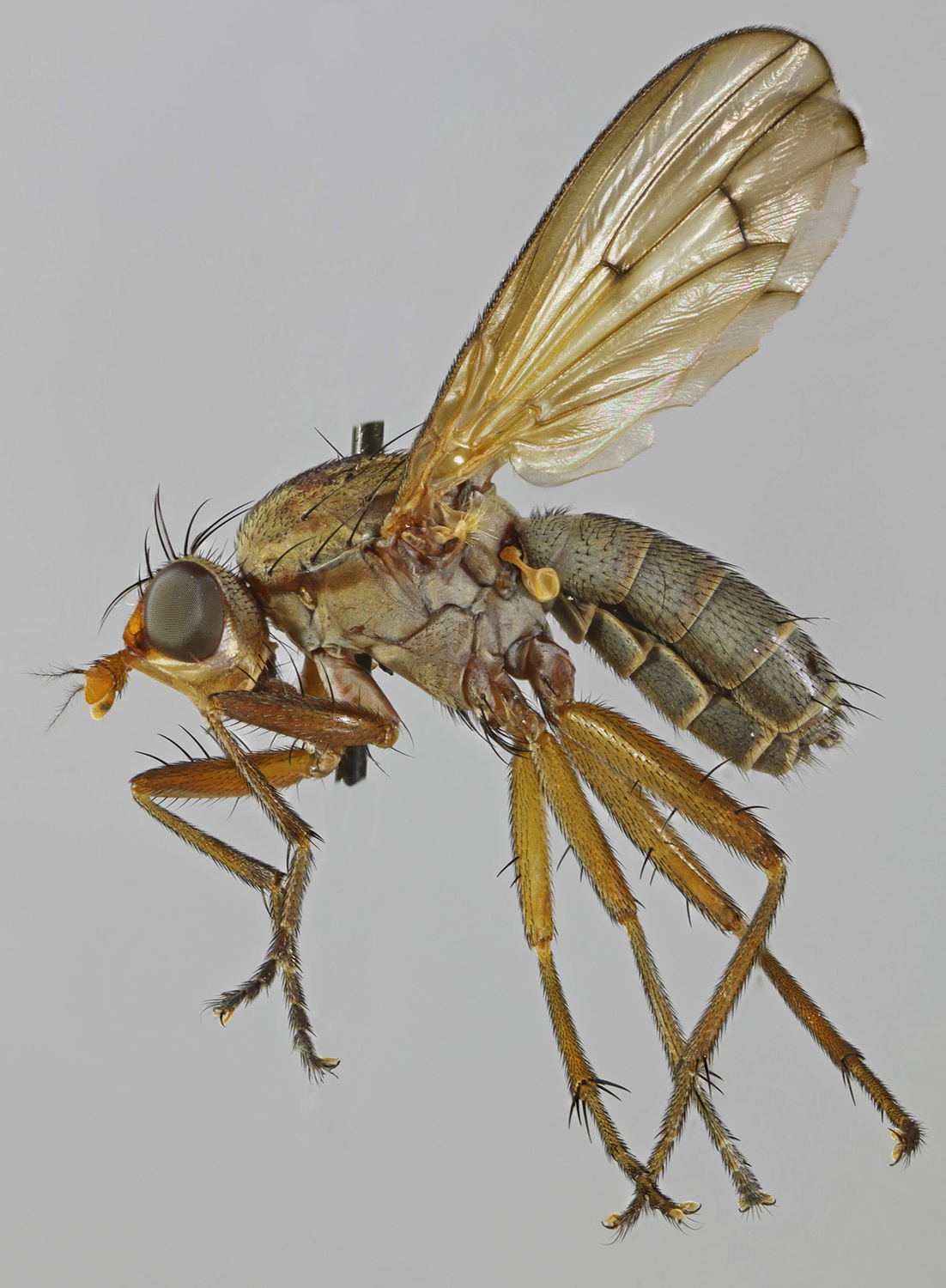
Tetanocera ferruginea.
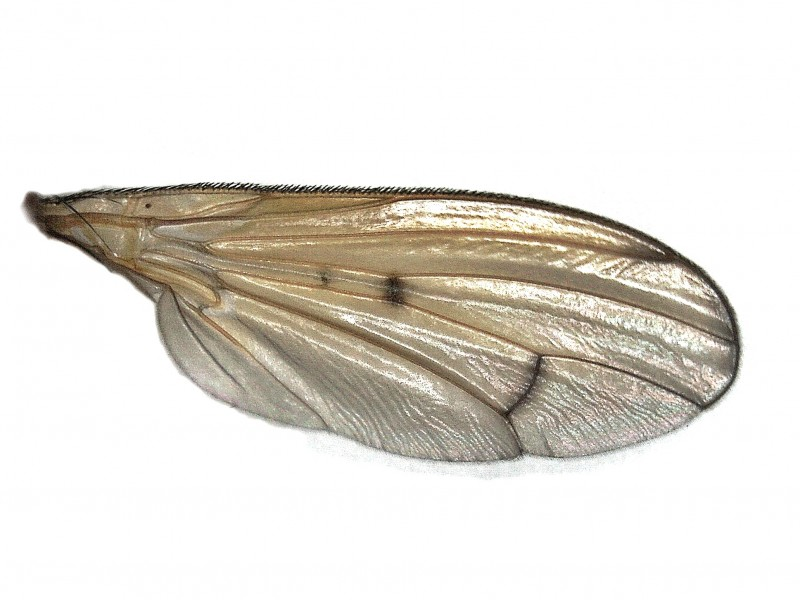
Tetanocera ferruginea - aile.
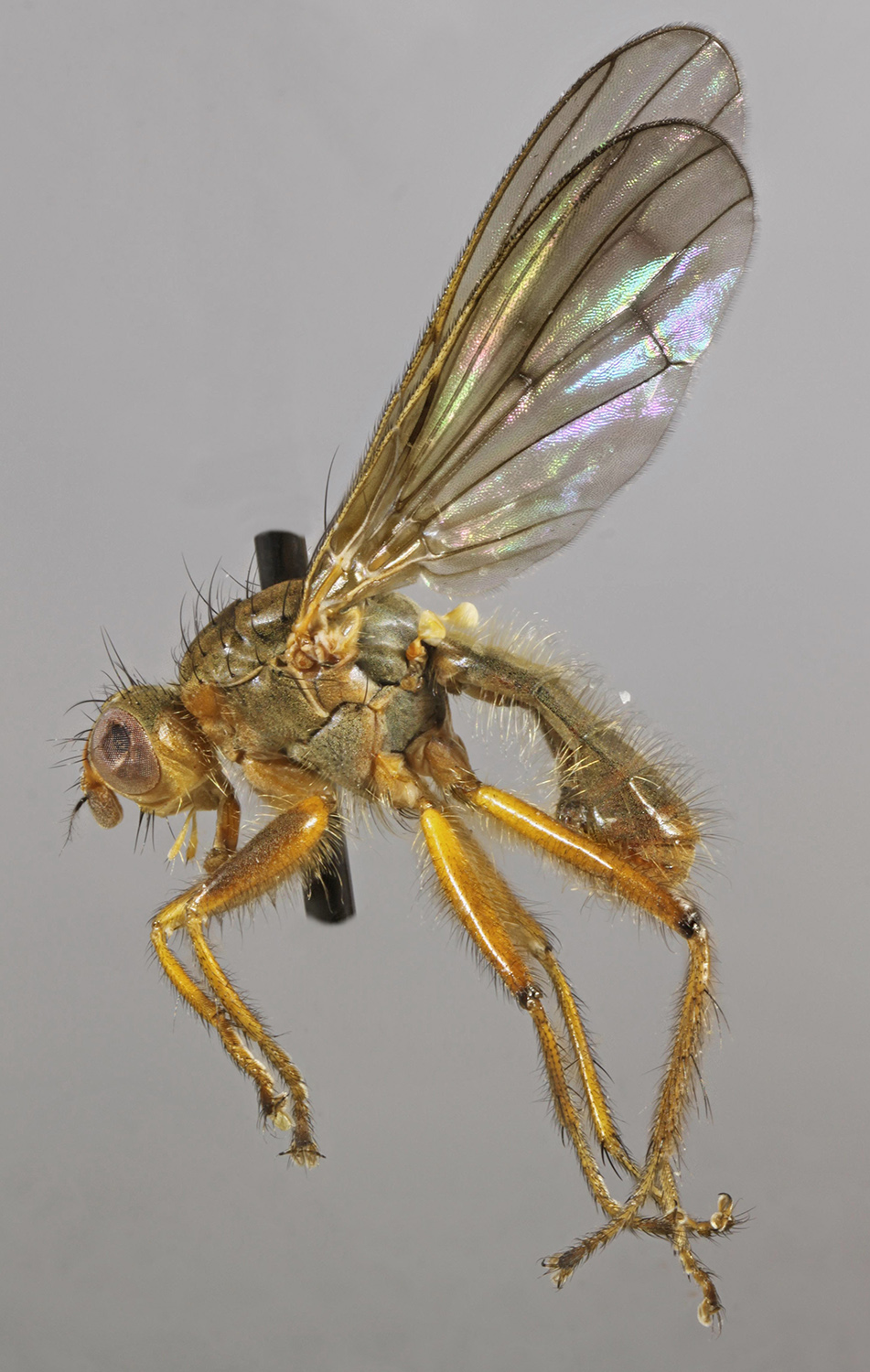
Tetanocera arrogans.
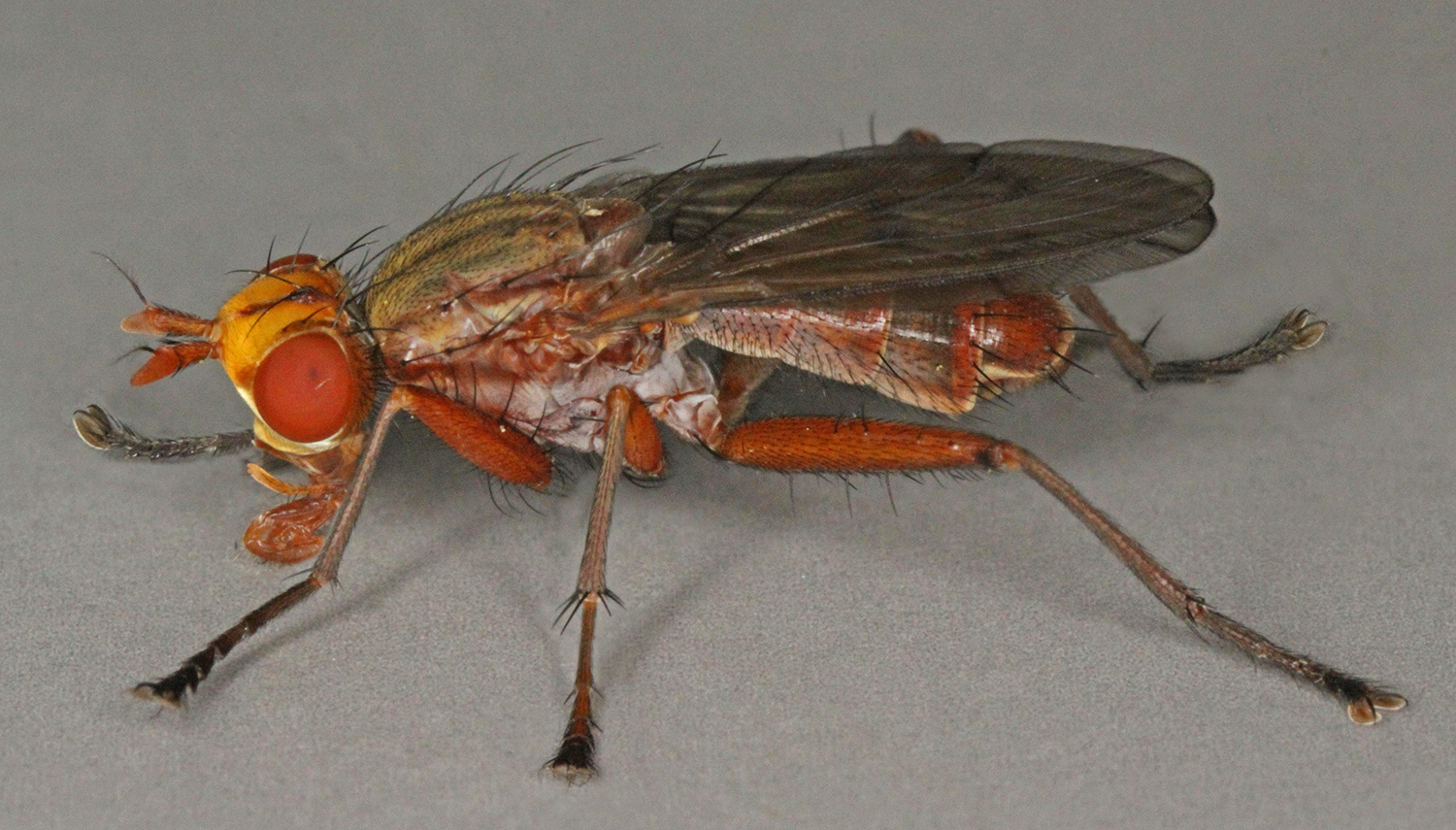
Tetanocera robusta.

### Publication originale
- [André Marie Constant Duméril 1800] André Marie Constant Duméril, « Exposition d’une méthode naturelle pour la classification et l’étude des insectes, présentée à la Société Philomatique le 3 brumaire an 9 », Journal de physique, de chimie, d'histoire naturelle et des arts, Paris, vol. 51,‎ 1800, p. 427-439 (ISSN 1770-6483 et 2419-0691). .